# ريتشارد ديكون (ممثل)
ريتشارد ديكون (بالإنجليزية: Richard Deacon)‏ مواليد 14 مايو 1921 في فيلادلفيا، الولايات المتحدة - الوفاة 8 أغسطس 1984 في لوس أنجلوس، كاليفورنيا، الولايات المتحدة، هو ممثل أمريكي بدأ مسيرته الفنية سنة 1953. امتدت مسيرته الفنية لأكثر من 31 عاما.

## الأعمال
- امرأة التصميمات
- إلى الشمال نحو ألاسكا
- الطيور

## روابط خارجية
- ريتشارد ديكون على موقع IMDb (الإنجليزية)
- ريتشارد ديكون على موقع الموسوعة البريطانية (الإنجليزية)
- ريتشارد ديكون على موقع ألو سيني (الفرنسية)
- ريتشارد ديكون على موقع أول موفي (الإنجليزية)
- ريتشارد ديكون على موقع قاعدة بيانات برودواي على الإنترنت (الإنجليزية)
- ريتشارد ديكون على موقع قاعدة بيانات الأفلام السويدية (السويدية)
- ريتشارد ديكون على موقع إن إن دي بي (الإنجليزية)
- ريتشارد ديكون على موقع قاعدة بيانات الفيلم (الإنجليزية)
- ريتشارد ديكون على موقع كينوبويسك (الروسية)